# Tony Gómez
Julio César Gómez (né le 23 septembre 1966 à Melo en Uruguay) est un joueur de football international uruguayen, qui évolue au poste de défenseur.

## Biographie

### Carrière en club
Tony César Gómez joue en Uruguay, en Équateur, en Argentine, et en Chine.
Il joue un total de 55 matchs en Copa Libertadores. Il dispute les demi-finales de cette compétition en 1988. Il remporte dans la foulée la Coupe intercontinentale, gagnée aux tirs au but face au PSV Eindhoven.

### Carrière en sélection
Il joue huit matchs en équipe d'Uruguay, sans inscrire de but, entre 1992 et 1997. 
Il figure dans le groupe des sélectionnés lors de la Copa América de 1997. Il joue trois matchs lors de cette compétition : contre le Pérou, le Venezuela, et la Bolivie.

## Palmarès
- Vainqueur de la Coupe intercontinentale en 1988 avec le Club Nacional